# پلتسبرگ وست (نیویورک)
پلتسبرگ وست (به انگلیسی: Plattsburgh West) یک منطقهٔ مسکونی در ایالات متحده آمریکا است که در شهرستان کلینتون، نیویورک واقع شده‌است. پلتسبرگ وست ۴٫۷ کیلومتر مربع مساحت و ۱٬۳۶۴ نفر جمعیت دارد و ۹۸٫۴۵ متر بالاتر از سطح دریا واقع شده‌است.